# Eyjafjarðarsveit
Eyjafjarðarsveit est une municipalité du nord de l'Islande. La route de Sprengisandur prend fin dans cette municipalité.

## Histoire
Elle résulte de la fusion des municipalités de Hrafnagilshreppur, Öngulsstaðahreppur et Saurbæjarhreppur en janvier 2001.